# Integraph

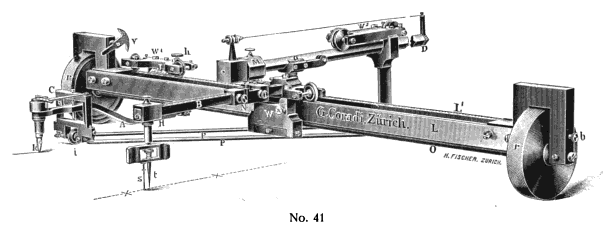
Integraph nach Abakanowicz, Katalogskizze 1915

Ein Integraph ist ein mathematisches Instrument zum Zeichnen des Integrals eines Funktionsgraphen. Er zeichnet direkt die Integralkurve, während der Anwender den Graphen einer vorgegebenen Funktion mit einem Fahrstift abläuft. Um 1880 erfanden der englische Physiker Sir Charles Vernon Boys und der polnisch-litauische Mathematiker Bruno Abakanowicz zwei solche Instrumente unabhängig voneinander, die später modifiziert und weiter verbessert wurden.